# Marjean Holden
Marjean Holden (geboren am 3. November 1964 in Minneapolis, Minnesota) ist eine amerikanische Film- und Fernsehschauspielerin.

## Leben
Marjean Holden wurde 1964 in Minneapolis im amerikanischen Bundesstaat Minnesota geboren und studierte an der Northern Arizona University und der Arizona State University.
1987 hatte sie ihr Filmdebüt in dem Film Bill & Teds verrückte Reise durch die Zeit. Danach hatte sie Gastrollen in zahlreichen Fernsehserien, darunter Der Prinz von Bel-Air, Renegade, JAG – Im Auftrag der Ehre, Geschichten aus der Gruft, Star Trek: Deep Space Nine, Nikita und Susan. Außerdem spielte sie in Steven Spielbergs The Lost World und Jan De Bonts Speed 2 sowie in anderen Filmen wie Philadelphia Experiment II als Jess, nachdem Courteney Cox aus der Rolle ausstieg.
Holden wurde vor allem bekannt in der Rolle der Kämpferin „Arina“ in der Fernsehserie Beastmaster – Herr der Wildnis. In dem Babylon 5-Film Babylon 5: Waffenbrüder spielte Holden die Rolle einer Earthforce-Navigatorin an Bord der IAS Excalibur. In dem Babylon 5-Ableger Crusade spielte sie Chief Medical Officer Dr. Sarah Chambers, ebenfalls auf der Excalibur. Als „Sheeva“ spielte sie in dem Film Mortal Kombat 2 – Annihilation und in Ballistic eine auf Martial Arts spezialisierte Undercover-Polizistin an der Seite von Cory Everson.
Abseits ihrer Schauspielerkarriere arbeitet Holden mit Kriegsveteranen und bekam 1996 eine Auszeichnung der Military Order of the Purple Heart für ihr Engagement für Kriegsversehrte und -veteranen.

## Filmografie (Auswahl)
- 1985: The Click
- 1988: Der Rubin des Blutes (Bloodstone)
- 1988: Die Couch (Glitch)
- 1989: Stripped to Kill II: Live Girls
- 1989: Bill & Teds verrückte Reise durch die Zeit (Bill & Ted’s Excellent Adventure)
- 1989: Festung Amerikkka (Fortress of Amerikkka)
- 1989: Dr. Caligari
- 1990: Secret Agent OO Soul
- 1992: Stop! Oder meine Mami schießt! (Stop! Or My Mom Will Shoot)
- 1992: Nemesis
- 1993: Philadelphia Experiment II
- 1993: Den Killer im Nacken (One Woman’s Courage, Fernsehfilm)
- 1995: Ballistic
- 1995: Automatic
- 1997: Vergessene Welt: Jurassic Park (The Lost World: Jurassic Park)
- 1997: Mortal Kombat 2 – Annihilation
- 1998: John Carpenters Vampire
- 1998: Thursday – Ein mörderischer Tag (Thursday)
- 1999: Crusade
- 2000–2002: Beastmaster – Herr der Wildnis (Fernsehserie)
- 2001: Ghosts of Mars
- 2003: George, der aus dem Dschungel kam 2 (George of the Jungle 2)
- 2005: Hostage – Entführt (Hostage)